# Tick-Tock (пісня Альбіни)
«Tick-Tock» — пісня хорватської співачки Альбіни для Євробачення 2021 року в Роттердамі після перемоги в попередньому відбірковому конкурсі «Дора 2021».

## Передумови та реалізація
«Tick-Tock» — одна з чотирнадцяти пісень, замовлених HRT на Dora 2021, національного відбору Хорватії на Євробачення 2021. Пісню написав Бранімир Михалевич, а Макс Кориця надав тексти на англійській мові, а Тіхана Букліша Бакіч написала тексти на хорватській мові. Прем'єра «Tick-Tock» відбулася 13 лютого 2021 року, коли вона була представлена на Dora 2021, національному відборі Хорватії на Євробачення 2021. Пісня стала доступною через роздрібну торгівлю та потокові сервіси того ж дня через Universal Music Croatia.

## На Євробаченні

### Національний відбір
HRT дозволив артистам та композиторам подавати свої заявки на Dora 2021 між 26 жовтня 2020 та 10 грудня 2019 для відбору своїх робіт на Євробачення 2021. 15 грудня 2020 року Альбіна була оголошена однією з чотирнадцяти учасниць Dora 2021 з піснею «Tick-Tock». У фіналі, який відбувся 13 лютого 2021 року, вона виграла телеголосування та голосування журі, посівши перше місце з 198 балами і таким чином отримала право представляти Хорватію на Євробаченні 2021 року.

## Комерційне виконання
«Tick-Tock» дебютував на вершині рейтингу HR Top 40, давши Грчич її синглу номер один у Хорватії. Це ознаменувало її другий запис на графіку після «Imuna na strah». «Tick-Tock» також дебютував на вершині всіх п'яти регіональних чартів HR Top 40.

## Трек-лист
| Цифрове завантаження | Цифрове завантаження               | Цифрове завантаження |
| #                    | Назва                              | Тривалість           |
| -------------------- | ---------------------------------- | -------------------- |
| 1.                   | «Tick-Tock»                        | 3:00                 |
| 2.                   | «Tick-Tock» (Dora Version)         | 3:00                 |
| 3.                   | «Tick-Tock» (Local Version)        | 3:00                 |
| 4.                   | «Tick-Tock» (Instrumental Version) | 3:00                 |

## Чарти
| Чарт (2021)          | Найвища позиція |
| -------------------- | --------------- |
| Хорватія (HR Top 40) | 1               |

## Історія випусків
| Регіон   | Дата                | Формат                     | Лейбл                    | Ref. |
| -------- | ------------------- | -------------------------- | ------------------------ | ---- |
| Варіації | 13 лютого 2021 року | Digital download streaming | Universal Music Хорватія |      |